# Cosmophasis betsyae
Cosmophasis betsyae är en spindelart som beskrevs av Prószynski 2003. Cosmophasis betsyae ingår i släktet Cosmophasis och familjen hoppspindlar. Inga underarter finns listade i Catalogue of Life.